# سیارک ۷۱۵۳
سیارک ۷۱۵۳ (به انگلیسی: 7153 Vladzakharov، نامگذاری:1975XP3) هفت هزار و صد و پنجاه و سومین سیارک کشف شده‌است که در ۲ دسامبر ۱۹۷۵ کشف شد.
قدر مطلق سیارک برابر ۱۴٫۲۰ است.